# Radkovská pec
Radkovská pec je kamenná stavba v lese u Velkého Radkova, zvaná také Smolná. Dosud není jisté, za jakým účelem byla vystavěna, nicméně se předpokládá, že měla sloužit k výrobě kosmetických prostředků z pryskyřice jehličnatých stromů. Stavba je technickou památkou.

## Popis
Pec stojí severně od zeleně a modře značené turistické stezky mezi Malým a Velkým Radkovem. Jedná se o kamennou stavbu z počátku 20. století s kruhovým půdorysem o vnějším obvodu 11,2 m a výšce 3,6 m. Zdi mají šířku 47 cm a jsou zakončeny kopulovitě. V blízkosti se nachází zbytky či jen základy několika dalších staveb, snad louhovacích bazénů.

## Verze o vzniku a nedokončení stavby
Traduje se, že pec nechal vystavět holič z Vídně, jenž se do kraje přiženil, avšak neví se, zda si plány na stavbu a výrobu kosmetiky již s sebou přivezl či zda je získal později. Je možné, že měl obchodní vazby na podnikatele z Vídně, který mu předal pouze plány stavební, ne však výrobní, a mohlo se tak jednat o podvodníka.
V jiné domnělé verzi o vzniku pece se má za to, že obchod přerušily události první světové války, kdežto další očekává, že stavba byla po technické stránce prováděna chybně, pročež se od dokončení stavby upustilo. Jako nejpravděpodobnější se připouští, že došlo ke stavebním chybám z důvodu nepochopení plánu; možné je též, že samotné plány obsahovaly chyby. V každém případě nejsou důkazy o tom, že by pec někdy byla v provozu.